# Conflictul de frontieră dintre Cambodgia și Thailanda din 2025
La 24 iulie 2025, au izbucnit ciocniri între Cambodgia și Thailanda, într-o escaladare a conflictului de frontieră dintre Cambodgia și Thailanda. Cel puțin 19 persoane - 14 civili și 6 soldați - au fost ucise în Thailanda, iar 13 persoane - 8 civili și 5 soldați - au murit în Cambodgia. Ciocnirile au avut loc în 12 zone de-a lungul frontierei disputate.

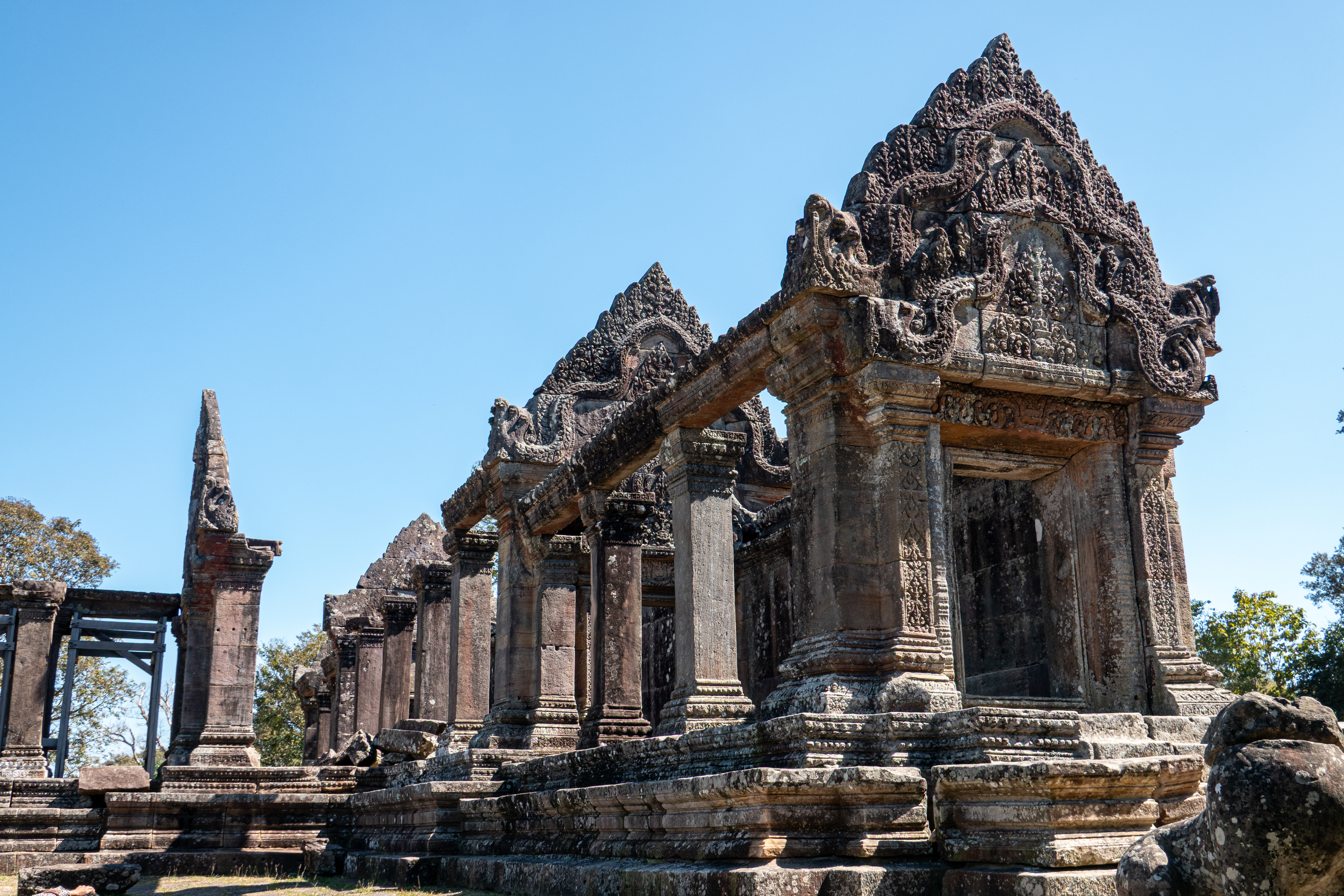
Templul Preah Vihear

Disputa își are originea în tratatul franco-siamez din 1907 dintre Regatul Siam (acum Thailanda) și a Treia Republică Franceză, aceasta din urmă conducând Indochina franceză (care includea și Cambodgia de astăzi). După independența cambodgiană, disputatul Templu Preah Vihear a fost acordat Cambodgiei de către Curtea Internațională de Justiție (CIJ) în 1962, dar acesta și alte zone de frontieră disputate au rămas contestate. Sentimentele naționaliste din ambele țări au alimentat tensiunile. Între 2008 și 2011, ciocnirile dintre cele două țări au dus la victime de ambele părți.